# Okołowice (województwo śląskie)
Okołowice – wieś w Polsce położona w województwie śląskim, w powiecie częstochowskim, w gminie Koniecpol, nad Pilicą.
W latach 1954–1958 wieś należała i była siedzibą władz gromady Okołowice, po jej zniesieniu w gromadzie Koniecpol. W latach 1975–1998 miejscowość położona była w województwie częstochowskim.